# Apothekerturm Heldburg

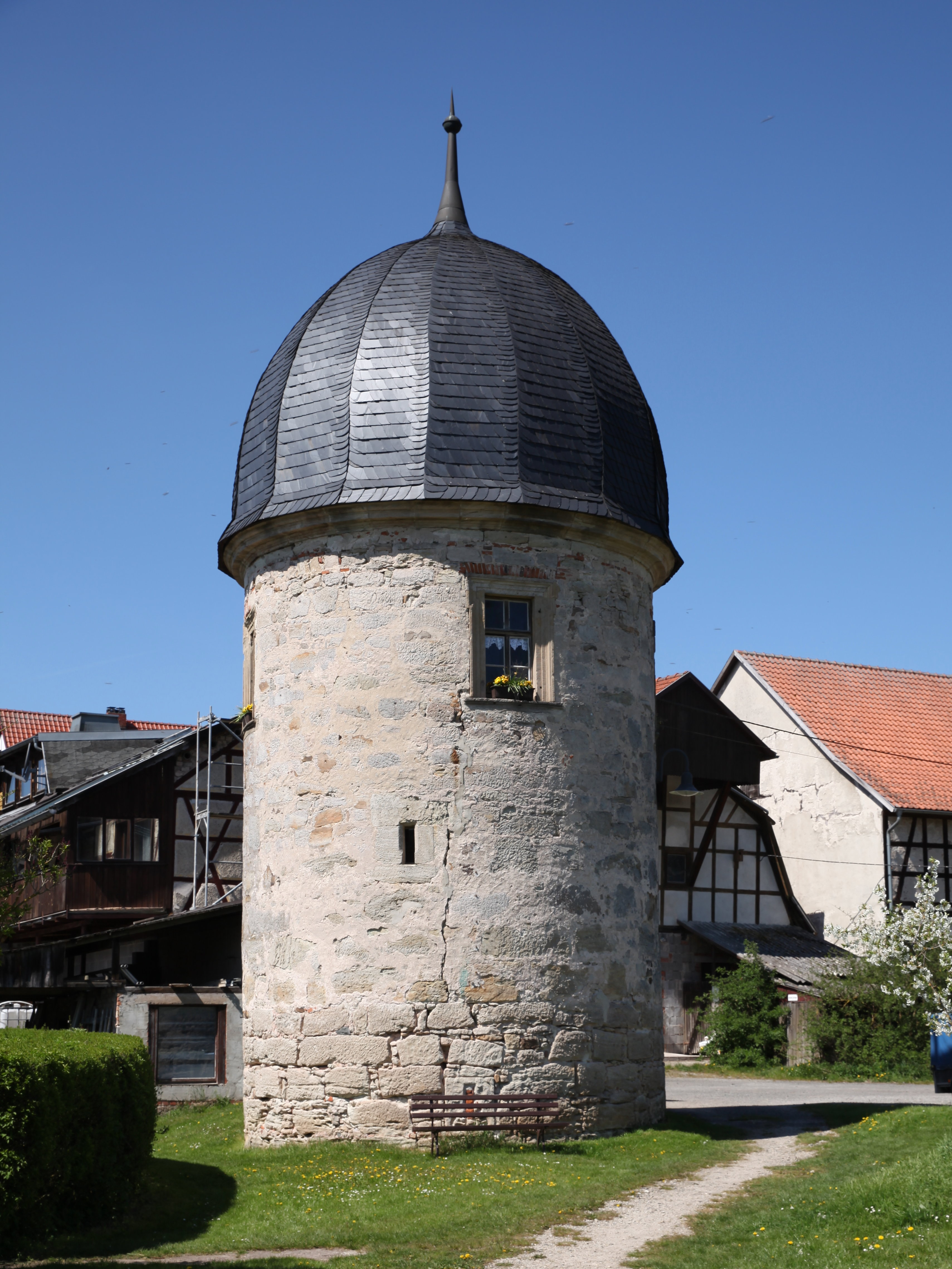
Apothekerturm in Heldburg

Der Apothekerturm in Heldburg, einer Stadt im Landkreis Hildburghausen im äußersten Süden Thüringens, wurde als Eckturm der Stadtbefestigung im 16. Jahrhundert errichtet. Der Rundturm am östlichen Stadtrand ist ein geschütztes Kulturdenkmal.
Den Namen bekam der Turm nach dem Apotheker Ludwig Hoffmann, der ihn 1852 kaufte und umbauen ließ.
Der Turm mit Erdgeschoss und zwei Obergeschossen besitzt noch das mittelalterliche Gesims und die Steinkonsolen für den Wehrgang. 
Die Kuppelhaube, die ursprünglich nicht zum Turm gehörte, ist mit Schieferplatten gedeckt. Sie stammt vom zu Beginn der 1870er-Jahre teilweise abgerissenen Schloss in Hellingen, wo Hoffmann sie kaufte, um sie originalgetreu auf seinen Turm aufsetzen zu lassen.   
Der Turm befindet sich auch heute noch in Privatbesitz.